# 580 (szám)
Az 580 (római számmal: DLXXX) egy természetes szám.

## A szám a matematikában
A tízes számrendszerbeli 580-as a kettes számrendszerben 1001000100, a nyolcas számrendszerben 1104, a tizenhatos számrendszerben 244 alakban írható fel.
Az 580 páros szám, összetett szám, kanonikus alakban a 22 · 51 · 291 szorzattal, normálalakban az 5,8 · 102 szorzattal írható fel. Tizenkettő osztója van a természetes számok halmazán, ezek növekvő sorrendben: 1, 2, 4, 5, 10, 20, 29, 58, 116, 145, 290 és 580.
Az 580 négyzete 336 400, köbe 195 112 000, négyzetgyöke 24,08319, köbgyöke 8,33955, reciproka 0,0017241. Az 580 egység sugarú kör kerülete 3644,24748 egység, területe 1 056 831,769 területegység; az 580 egység sugarú gömb térfogata 817 283 234,4 térfogategység.